# Арена Рода Лейвера
Арена Рода Лейвера (англ. Rod Laver Arena) — часть комплекса Мельбурн Парк в Мельбурне (Австралия). В настоящее время на Род Лейвер Арена проводятся матчи Открытого чемпионата Австралии.

## История
Изначально называлась Национальный теннисный центр Флиндерс Парка (англ. National Tennis Centre at Flinders Park), была переименована в январе 2000 года в честь Рода Лейвера, трёхкратного победителя Открытого чемпионата Австралии и одного из величайших теннисистов Австралии.  Строительство завершено в 1988 году. Рассчитана на 16820 мест. Сегодня принимает около 1.5 млн. зрителей ежегодно.
Имеет передвижную крышу, позволяющую проводить встречи в дождливую и жаркую погоду. Помимо теннисных матчей, на Арене проводятся мотоциклетные гонки, музыкальные концерты, конференции, соревнования всемерной федерации реслинга WWE, выступления артистов балета. Род Лейвер Арена оборудована системой «Ястребиный глаз», позволяющей проверять решения судей о попадании мяча в игровое поле («аут»).
В октябре 2000 года проводился чемпионат мира по реслингу, а в 2006 году — соревнования гимнастов на играх Британского Содружество.
17 марта – 1 апреля 2007 года на Арене проходили соревнования 12-го чемпионата мира по водным видам спорта. Для проведения состязаний был построен временный бассейн, названный в честь австралийской чемпионки Сьюзи О'Нил.
На Арене выступали музыкальные группы Slipknot, Iron Maiden, Linkin Park, Korn, Nickelback и другие. С 1990 года певица Кайли Миноуг провела 20 концертов своих турне, начиная с Enjoy Yourself Tour по KylieX2008. С 2004 года американская певица P!nk провела 24 концерта (турне Try This Tour). В 2009 году с четырьмя концертами выступила Бритни Спирс в рамках турне The Circus Starring: Britney Spears.Именно на этой арене группа Linkin Park впервые исполнила песни Burning In The Skies и Blackout